# NGC 3773
NGC 3773 este o galaxie lenticulară situată în constelația Leul. A fost descoperită în 12 aprilie 1784 de către William Herschel. Se află la o distanță de 16,3 megaparseci de Pământ.